# BMO Harris Bradley Center
Le BMO Harris Bradley Center était une salle omnisports située près de la U.S. Cellular Arena dans le centre de Milwaukee, au Wisconsin.
Depuis 1988, c'est le parquet à domicile des Bucks de Milwaukee de la National Basketball Association ainsi que de l'équipe masculine de basket-ball de l'université Marquette, les Marquette Golden Eagles. C'est également la patinoire des Admirals de Milwaukee de la Ligue américaine de hockey. En 2009, le Milwaukee Iron de l'Af2 s'y installe. Dans le passé, la salle fut aussi le terrain de jeu des Milwaukee Wave de la Major Indoor Soccer League entre 1988 et 2003 puis des Milwaukee Mustangs de l'Arena Football League entre 1994 et 2001. Le BMO Harris Bradley Center a une capacité de 18 717 places pour les matchs NBA, 18 850 pour le basket-ball universitaire, 17 845 pour le hockey sur glace et jusqu'à 20 000 pour les concerts. Il dispose de 68 suites de luxe et 900 sièges de club pour les plus riches.

## Histoire
La planification du BMO Harris Bradley Center a commencé en 1985 et les travaux débutèrent officiellement le 20 octobre 1986. Le bâtiment a ouvert ses portes au public le 1er octobre 1988 et coûta 90 millions de dollars. Ce soir-là, l'événement était un match amical de la Ligue nationale de hockey entre les Oilers d'Edmonton et les Blackhawks de Chicago. Il est censé être un remplacement moderne de la U.S. Cellular Arena, qui a été établi en 1950 et offrait seulement 10 783 places. C'était un cadeau fait à l'État du Wisconsin par les philanthropes Jane Pettit et Lloyd Pettit en la mémoire de Harry Lynde Bradley, fondateur de Allen-Bradley.
Tous les ans, l'arène accueille plus de 180 événements ainsi que 2 millions de visiteurs. Le BMO Harris Bradley Center a d'ailleurs organisé trois fois les séries finales du championnat NCAA de hockey sur glace (NCAA Frozen Four) : 1993, 1997, et 2006. Le 20 décembre 2008, la foule a établi un nouveau record du monde pour la salle sportive la plus bruyante avec 106,6 décibels.
Actuellement, le BMO Harris Bradley Center est la troisième arène la plus ancienne utilisée dans la NBA (derrière le Madison Square Garden et le Izod Center). Rénovée en 1999, la salle est appelée malgré tout à disparaître, le propriétaire des Bucks de Milwaukee ne parvenant pas à vendre son club à cause du handicap que représente le petit nombre de suites de luxes. À cause du manque d'agréments modernes tels que les sièges de club, les suites de luxe (qui sont tous deux les principales sources de revenus), des écrans vidéo DEL haute définition modernes (les désuets écrans Sony JumboTron de 1995 sont toujours utilisés) et des systèmes de sonorisation et d'éclairage vétustes, de sérieux doutes ont été soulevés au sujet du maintien des Bucks à Milwaukee.

### Nouvelle salle des Bucks
Une nouvelle salle, le Fiserv Forum fut construite dans le centre de Milwaukee et ouverte pour la saison NBA 2018-2019.

## Événements
- WWF The Main Event II, 3 février 1989
- Badger Hockey Showdown, 1989 à 2002
- Final Four du championnat NCAA de hockey sur glace masculin (NCAA Frozen Four), 1993, 1997 et 2006
- Tournoi masculin de basket-ball de la Great Midwest Conference, 1995
- Concert de Céline Dion, 26 mars 1999
- WWE No Way Out, 17 février 2002
- WWE Taboo Tuesday, 19 octobre 2004
- WWE SmackDown, 2007
- WWE Raw, 10 mars 2008
- WWE SmackDown / ECW, 23 juin 2009
- Concert de Lady Gaga, 2 septembre 2010
- WWE Raw, 7 février 2011
- Elimination Chamber (2012), 19 février 2012
- Fastlane (2017), 5 mars 2017

## Galerie

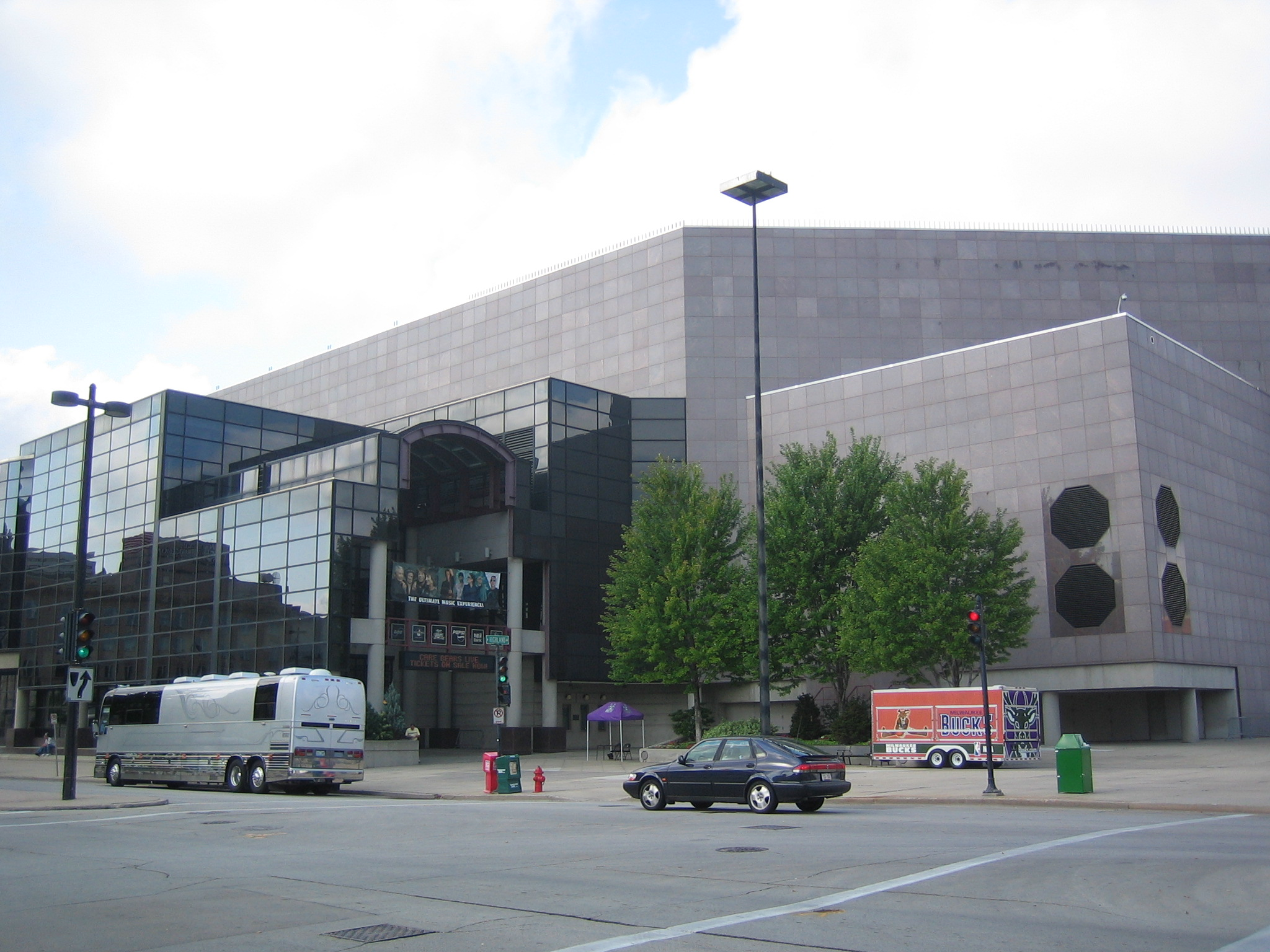
Vue extérieure
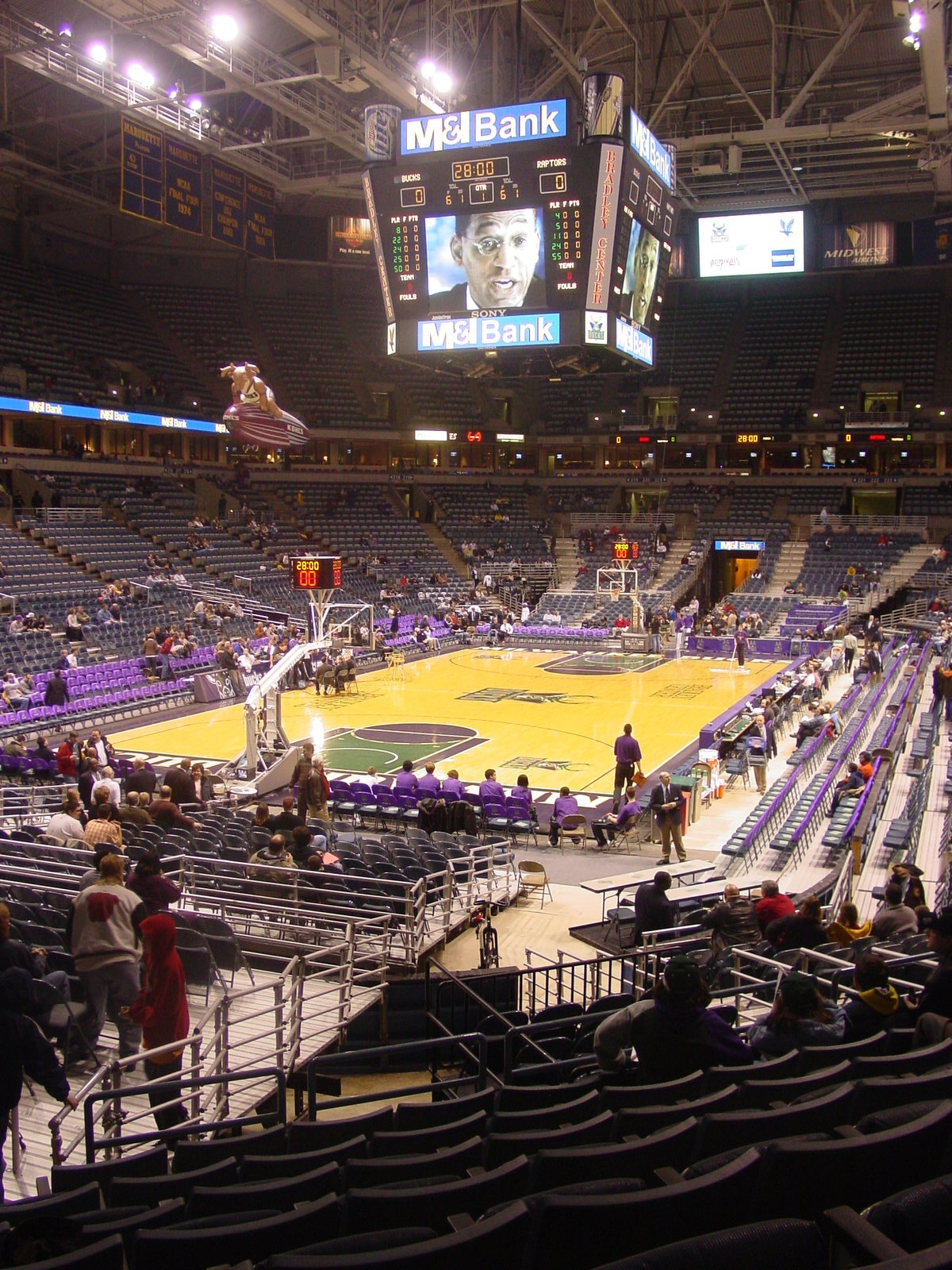
Parquet des Bucks
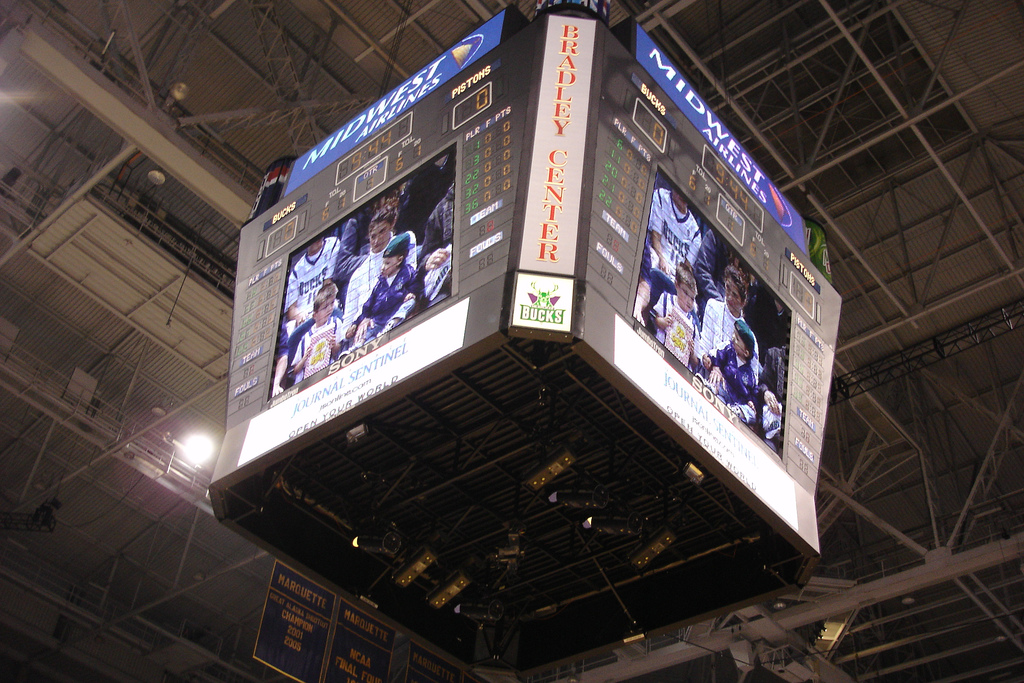
Tableau d'affichage
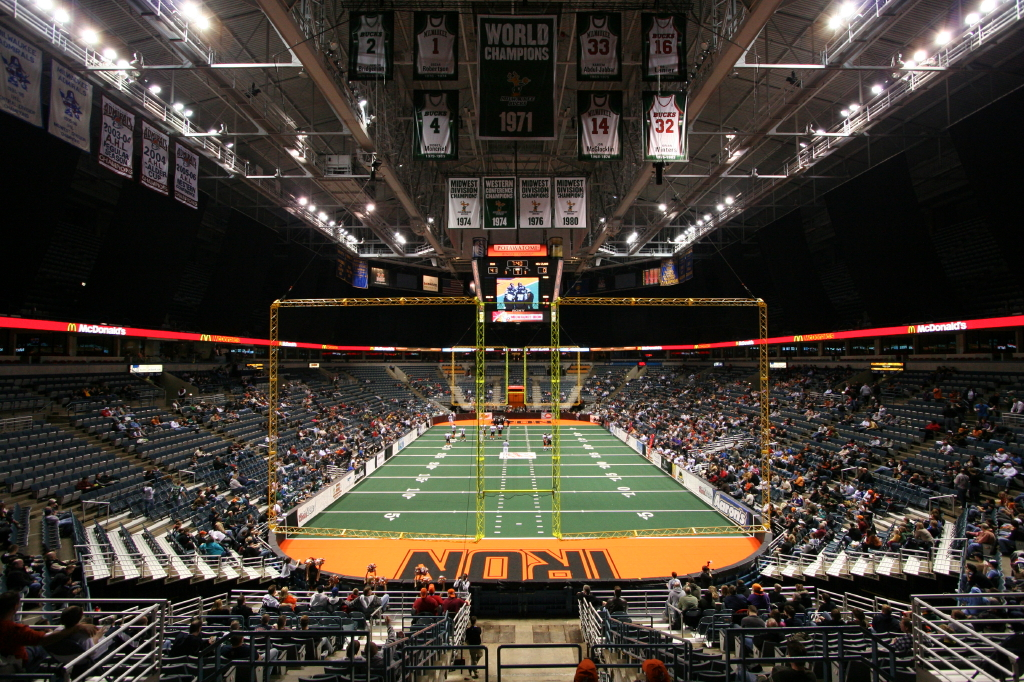
Match du Iron
Logo
Logo des 20 ans